# Petrykiwka

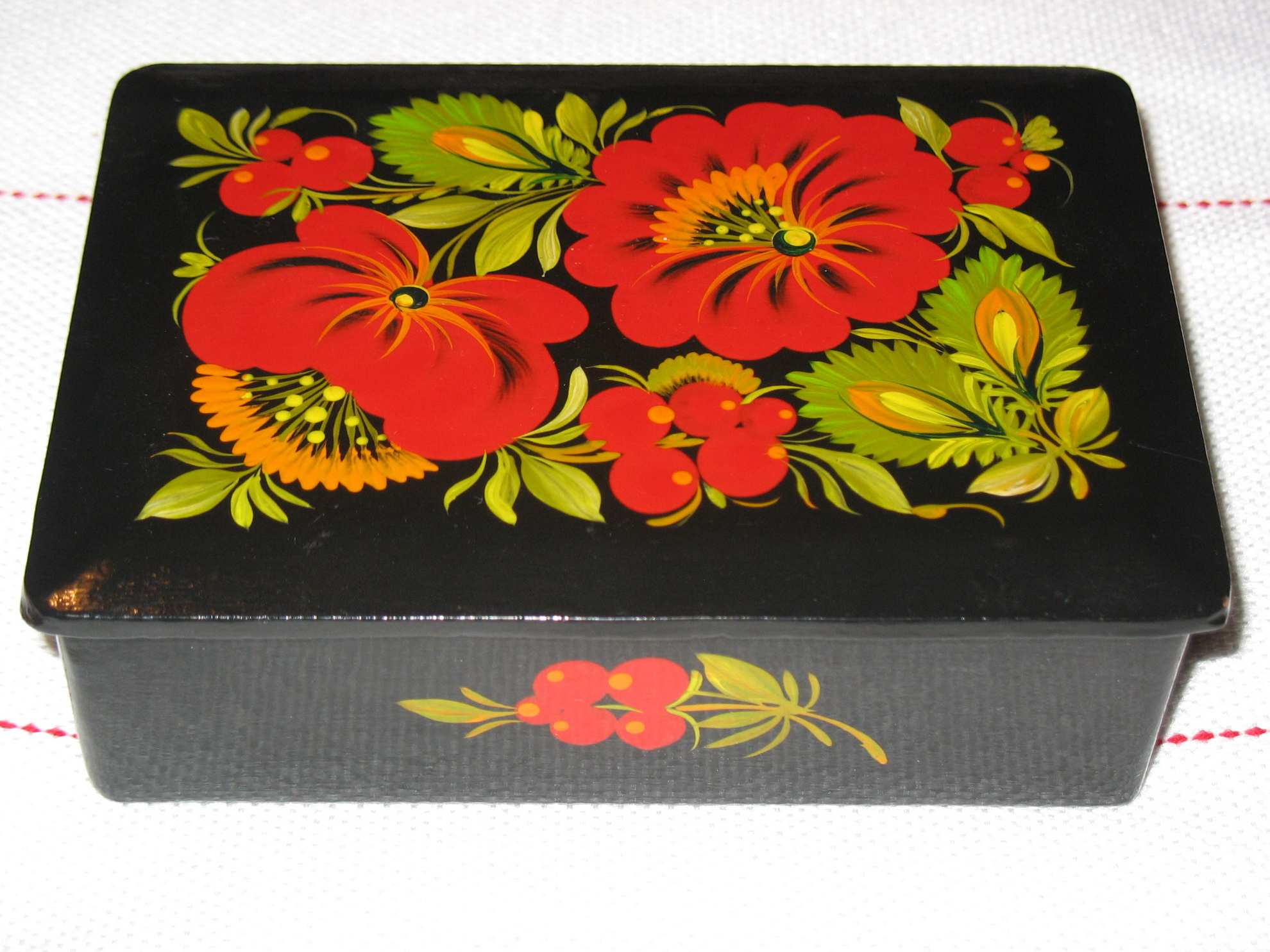
Drewniana szkatułka ozdobiona motywem kwiatowym z Petrykiwki, 1985

Petrykiwka (ukr. Петриківка; ros. Петриковка, Pietrikowka) – osiedle typu miejskiego na Ukrainie, w obwodzie dniepropetrowskim, siedziba władz rejonu petrykiwskiego.
Petrykiwka słynie z ludowej sztuki zdobnictwa dekoracyjnymi malowidłami o motywach kwiatowych i zwierzęcych (ukr. петриківський розпис, petrykiwśkyj rozpys). W 2013 roku sztuka malarstwa dekoracyjnego z Petrykiwki została wpisana na listę niematerialnego dziedzictwa UNESCO.

## Historia
Najstarsza wzmianka o Petrykiwce pochodzi z 1772 roku, kiedy to mieszkańcy sąsiedniej Kuryliwki poprosili o pomoc ostatniego atamana Siczy Zaporoskiej – Piotra Kalniszewskiego (1690–1803) w przeniesieniu ich cerkwi na miejsce bezpieczne od powodzi. Cerkiew została przeniesiona do Petrykiwki.
Według legendy nazwa miejscowości pochodzi od imienia Kozaka Petryka, który założył wieś dla uciskanych chłopów pańszczyźnianych z okolicznych wsi, którzy w Petrykiwce mogli żyć wolno.

## „Petrykiwka”
Mieszkańcy Petrykiwki zdobią domy, przedmioty użytku domowego, a także instrumenty muzyczne. Malowidła mają mieć właściwości magiczne i chronić właścicieli przed nieszczęściami i chorobami. Mają wymowę symboliczną, np. kogut symbolizuje ogień, a ptaki –światło, harmonię i szczęście. Cechą charakterystyczną jest tworzenie fantastycznych, niespotykanych w naturze form kwiatów.
Tradycja malowania wykształciła się na przełomie XIX i XX wieku. Motywy malarskie związane są ze starszą kulturą Siczy Zaporoskiej. Tradycje malowania pielęgnują przede wszystkim kobiety. Motywy i techniki przekazywane są w rodzinach z pokolenia na pokolenie.
Styl ten, nazwany od nazwy miejscowości „petrykiwką”, określany był mianem „realizmu magicznego” lub też „większego realizmu”. Niektórzy artyści malowali na papierze i płótnie, m.in. Tetiana Pata (1884–1976), Nadija Biłokiń (1894–1981) i Fedir Panko (1924–2007). W 1936 roku w Petrykiwce otwarto szkołę malarstwa w stylu „petrykiwka”, gdzie nauczała Tetiana Pata.

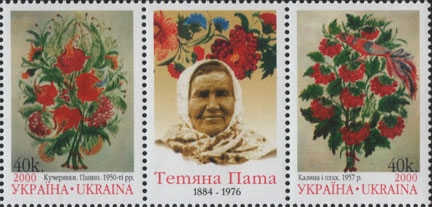
Znaczek poczty ukraińskiej z 2000 roku, upamiętniający Tetianę Patę